# Miike Snow (альбом)
Miike Snow — дебютний альбом шведського інді-поп- гурту Miike Snow . Він був випущений у Сполучених Штатах 22 вересня 2009 року лейблом Downtown Records і у Великій Британії 26 жовтня 2009 року лейблом Columbia Records, досягнувши дев'яносто п'ятого місця в UK Albums Chart . «Deluxe» видання було випущено в iTunes Store у США та Австралії 13 квітня 2010 року та в Японії 26 травня 2010 року, включаючи ремікси минулих треків і «The Rabbit».

## Сінгли
Першим синглом, взятим з альбому, був " Animal ", випущений 17 лютого 2009 року, який досяг дев'яносто восьмого місця в UK Singles Chart . " Black &amp; Blue ", другий сингл альбому, був випущений 15 жовтня 2009 року і став найуспішнішим синглом гурту на сьогоднішній день, досягнувши шістдесят четвертої позиції в UK Singles Chart. Третій сингл " Silvia " був випущений 22 січня 2010 року у Великій Британії, але не зміг потрапити в топ-100 і натомість досяг 154 місця

## Трек-лист
Усі композиції написані Крістіаном Карлссоном, Понтусом Віннбергом та Ендрю Ваяттом, за винятком зазначених.
| #   | Назва                                                                  | Тривалість |
| --- | ---------------------------------------------------------------------- | ---------- |
| 1.  | «Animal» (Karlsson, Winnberg, Wyatt, Henrik Jonback)                   | 4:23       |
| 2.  | «Burial»                                                               | 4:21       |
| 3.  | «Silvia»                                                               | 6:26       |
| 4.  | «Song for No One»                                                      | 4:10       |
| 5.  | «Black & Blue» (Karlsson, Winnberg, Wyatt, Jonback, Juliet Richardson) | 3:41       |
| 6.  | «Sans Soleil»                                                          | 4:27       |
| 7.  | «A Horse Is Not a Home»                                                | 4:13       |
| 8.  | «Cult Logic»                                                           | 3:56       |
| 9.  | «Plastic Jungle»                                                       | 3:54       |
| 10. | «In Search Of»                                                         | 5:16       |
| 11. | «Faker»                                                                | 2:34       |

| European bonus track | European bonus track | European bonus track |
| #                    | Назва                | Тривалість           |
| -------------------- | -------------------- | -------------------- |
| 12.                  | «Billie Holiday»     | 4:01                 |

| #   | Назва                                 | Тривалість |
| --- | ------------------------------------- | ---------- |
| 12. | «Silvia» (eRNEST & AMz Remix)         | 5:04       |
| 13. | «Billie Holiday»                      | 4:01       |
| 14. | «The Rabbit»                          | 4:26       |
| 15. | «Silvia» (Roboberget Remix)           | 7:57       |
| 16. | «Animal» (Mark Ronson Extended Remix) | 4:56       |
| 17. | «Burial» (DJ Mehdi Remix)             | 3:32       |

| No. | Назва                                    | Тривалість |
| --- | ---------------------------------------- | ---------- |
| 12. | «The Rabbit»                             | 4:26       |
| 13. | «Billie Holiday»                         | 3:59       |
| 14. | «Animal» (Mark Ronson Extended Remix)    | 4:56       |
| 15. | «Burial» (DJ Medhi Remix)                | 3:32       |
| 16. | «Silvia» (Hook N Sling & Goodwill Remix) | 7:54       |

| No. | Назва                                         | Тривалість |
| --- | --------------------------------------------- | ---------- |
| 12. | «Animal» (Mark Ronson Remix)                  | 4:30       |
| 13. | «Black & Blue» (Tiga Remix)                   | 6:19       |
| 14. | «Animal» (In the Woods Session) (video)       | 5:15       |
| 15. | «Black & Blue» (In the Woods Session) (video) | 5:11       |

| No. | Title                                 | Length |
| --- | ------------------------------------- | ------ |
| 12. | «The Rabbit»                          | 4:26   |
| 13. | «Billie Holiday»                      | 3:59   |
| 14. | «Animal» (Mark Ronson Extended Remix) | 4:56   |
| 15. | «Silvia» (Roboberget Remix)           | 7:57   |
| 16. | «Burial» (DJ Medhi Remix)             | 3:32   |

## Участники
- Miike Snow — вокал, продюсування, зведення
- Ніклас Флікт — зведення (доріжки 7, 10)
- Anders Hvenare — зведення (треки 1–6, 8, 9, 11)
- Тед Дженсен — мастеринг
- Себастьян Млинарський — внутрішній рукав, портрети гурту
- Дірк Ванденберк — фотографія обкладинки

## Чарти
| Chart (2009–10)                         | Peak position |
| --------------------------------------- | ------------- |
| Greek Foreign Albums (IFPI)             | 42            |
| Велика Британія UK Albums (OCC)         | 59            |
| США Dance/Electronic Albums (Billboard) | 11            |
| США Top Heatseekers Albums (Billboard)  | 15            |

| Chart (2010)                               | Position |
| ------------------------------------------ | -------- |
| US Top Dance/Electronic Albums (Billboard) | 19       |

## Історія видань
| Країна          | Дата              | Мітка             | Формат                   | Видання     |
| --------------- | ----------------- | ----------------- | ------------------------ | ----------- |
| Швеція          | 22 травня 2009 р  | Sony Music        | Цифрове завантаження     | Стандартний |
| США             | 9 червня 2009 р   | Downtown Records  | CD                       | Стандартний |
| Австралія       | 2 липня 2009 р    | Downtown Records  | CD                       | Розширений  |
| Австралія       | 3 липня 2009 р    | Downtown Records  | CD                       | Стандартний |
| США             | 22 вересня 2009 р | Downtown Records  | Цифрове завантаження     | Стандартний |
| Німеччина       | 23 жовтня 2009 р  | Sony Music        | CD, цифрове завантаження | Стандартний |
| Велика Британія | 23 жовтня 2009 р  | Columbia Records  | Цифрове завантаження     | Стандартний |
| Велика Британія | 26 жовтня 2009 р  | Columbia Records  | CD                       | Стандартний |
| Швеція          | 28 жовтня 2009 р  | Sony Music        | CD                       | Стандартний |
| Австралія       | 13 квітня 2010 р  | Downtown Records  | Цифрове завантаження     | Делюкс      |
| США             | 13 квітня 2010 р  | Downtown Records  | Цифрове завантаження     | Делюкс      |
| Японія          | 26 травня 2010 р  | Розваги господині | CD                       | Стандартний |
| Японія          | 26 травня 2010 р  | Розваги господині | Цифрове завантаження     | Делюкс      |